# Thomas M. Storke
Thomas More Storke (ur. 23 listopada 1876 w Santa Barbara, zm. 12 października 1971 tamże) – amerykański polityk, członek Partii Demokratycznej.

## Działalność polityczna
W okresie od 9 listopada 1938 do 3 stycznia 1939 był senatorem Stanów Zjednoczonych z Kalifornii (3. Klasa).